# Identificatiechip

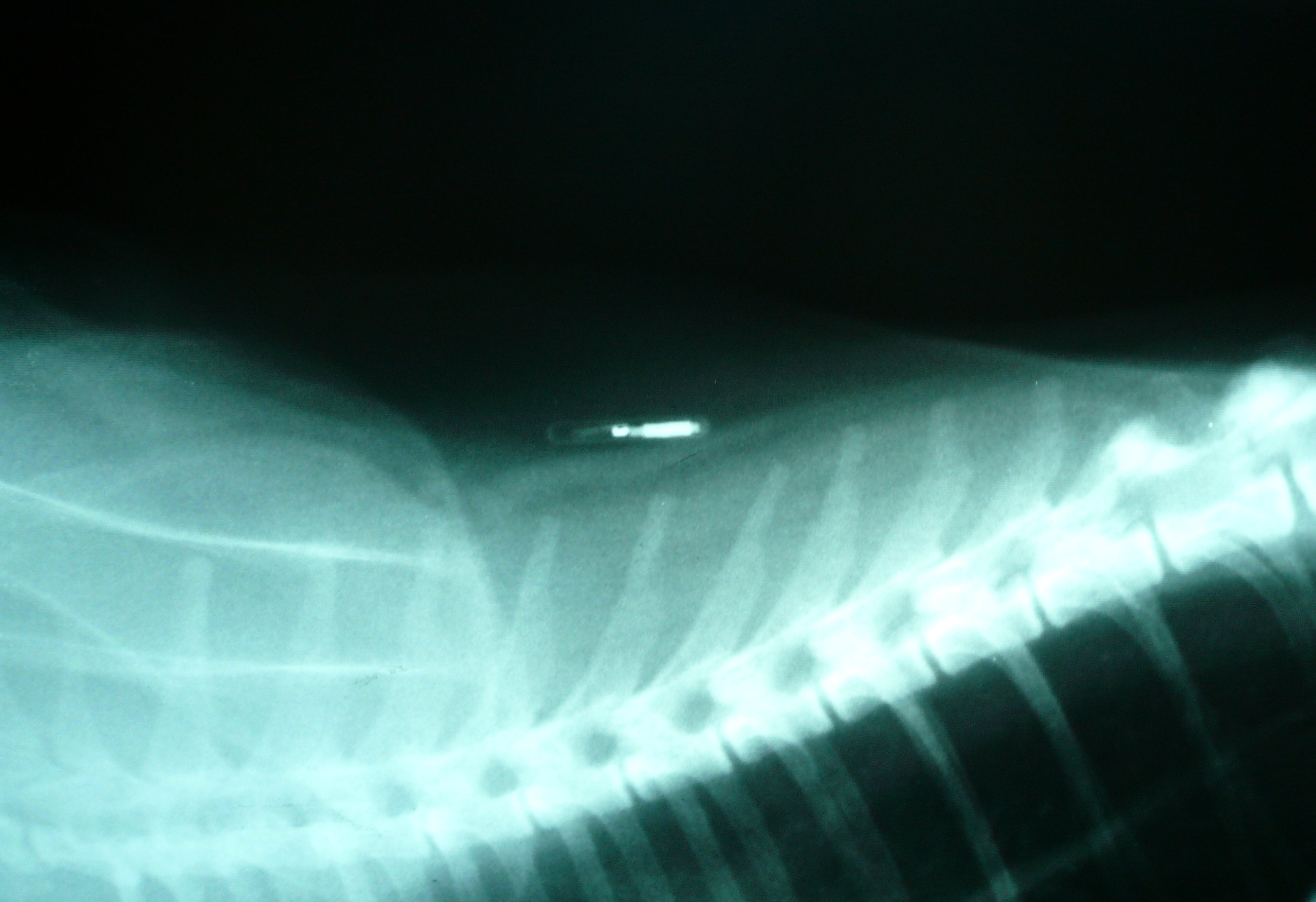
Een identificatiechip in het lichaam van een kat

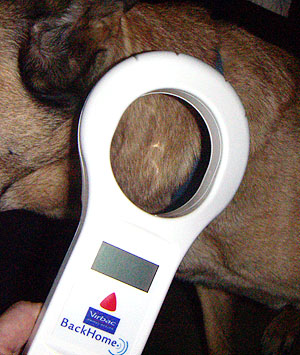
Chiplezer

Een identificatiechip is een kleine capsule van speciaal glas ter grootte van een rijstkorrel met daarin een radio frequency identification (RFID) transponder voor de identificatie van dieren.

## Beschrijving
De identificatiechip wordt met behulp van een speciale injectienaald tussen de schouderbladen onder de huid aangebracht. Het speciale glas van de chip zorgt er vervolgens voor dat de chip met het weefsel vergroeit.
De transponder bevat een uniek nummer van vijftien cijfers waardoor de identiteit van een dier makkelijk te achterhalen is. Om het identificatienummer te kunnen lezen wordt gebruikgemaakt van speciale chiplezers. Deze chiplezers worden langs het lichaam van een dier gehaald en zodra de chiplezer in de buurt van de chip is zal op het scherm de vijftiencijferige code verschijnen. Aan de hand van deze code kan vervolgens de identiteit van het dier gecontroleerd worden, of in geval van een gevonden dier kan men dit nummer doorgeven aan een centrale databank die dan de gegevens van de eigenaar van het dier kan geven. De eerste 3 cijfers geven het land aan (528 voor Nederland), de volgende 3 cijfers de fabrikant van de chip en de laatste 9 nummers een uniek nummer.
Hoewel de chip het meest gebruikt wordt bij katten en honden kan in principe ieder dier gechipt worden, bij paarden is het zelfs verplicht. Ook bij honden is een identificatiechip vanaf 2013 verplicht geworden in de strijd tegen onder andere de broodfok. Omdat er voor identificatiechips een ISO-norm is afgesproken kunnen dieren in ieder land met dezelfde chiplezer gelezen worden en zit de chip bij ieder dier op dezelfde plaats.